# Igor Majcen (plavalec)
Igor Majcen, slovenski plavalec, * 24. avgust 1969, Ljubljana.
Majcen je leta 1988 za Socialistična federativna republika Jugoslavija nastopil na Poletnih olimpijskih igrah v Seulu, kjer je nastopil v plavanju na 400 in 1500 metrov prosto. Na 400 metrov je osvojil 28., na 1500 metrov pa 18. mesto. Za Slovenijo je nato nastopil na olimpijskih igrah v Barceloni, kjer je  nastopil na 1500 metrov prosto in zasedel 6. mesto.  Leta 1993 je na Evropskem prvenstvu v Sheffieldu osvojil 3. mesto v isti disciplini. Leta 1996 je nastopil na olimpijadi v Atlanti, kjer je ponovno nastopil na 1500 metrov prosto in osvojil 28. mesto. Leta 1999 je prejel štiriletno prepoved tekmovanja zaradi dopinga. Kasneje je uspešno nastopal v »maratonskem plavanju«.